# Iliá Kulik
Iliá Aleksandrovich Kulik (en ruso: Илья Александрович Кулик pronunciaciónⓘ; Moscú, 23 de mayo de 1977) es un patinador artístico sobre hielo ruso retirado. Medallista de oro del Campeonato Mundial Júnior de 1995, ganador de la Final del Grand Prix 1997-1998, ganador del Campeonato Europeo de 1995 y medallista de oro de los Juegos Olímpicos de Nagano 1998.

## Carrera
Comenzó a patinar a la edad de cinco años. En el Campeonato Mundial Júnior de 1995 ganó el oro y en su siguiente evento, ganó el Campeonato Europeo de 1995, a los 17 años. En su debut en el Campeonato Mundial se ubicó en la novena posición. En la temporada 1997-1998 se ubicó en el primer puesto en el Trofeo NHK y segundo en el Skate Canada Internationa, clasificando a la Final del Grand Prix, donde ganó la medalla de oro. Más adelante ganó su primer título nacional en el Campeonato de Rusia. Participó en los Juegos Olímpicos de invierno de 1998, celebrados en Nagano, donde se ubicó en primer lugar en los programas corto y libre, ganó la medalla de oro a los 20 años, el patinador más joven en la historia olímpica. Sin embargo, decidió retirarse del Campeonato Mundial de 1998 por una lesión en su espalda, se retiró del patinaje competitivo y se enfocó en participar en espectáculos de patinaje artístico, como el Stars on Ice en Rusia, el Ice All Stars de 2009 y el Festa on Ice de 2010. En 2012 Kulik y su esposa Yekaterina Gordéyeva abrieron una pista de patinaje en Lake Forest, California.

### Programas
|           | Programa corto                   | Programa libre                            | Exhibición                                                                    |
| --------- | -------------------------------- | ----------------------------------------- | ----------------------------------------------------------------------------- |
| 1997–1998 | Revolutions de Jean-Michel Jarre | Rhapsody in Blue de George Gershwin       | Mortal Kombat (banda sonora) de George S. Clinton Liebesträume de Franz Liszt |
| 1996–1997 | Faust de Henryk Wieniawski       | Romeo y Julieta de Piotr Ilich Chaikovski | Liebesträume de Franz Liszt                                                   |
| 1995–1996 | The Addams Family                | Aladdín (banda sonora)                    | Always de Bon Jovi                                                            |
| 1994–1995 | Rigoletto de Giuseppe Verdi      | Un americano en París de George Gershwin  |                                                                               |

### Resultados detallados
| Internacional        | Internacional | Internacional | Internacional | Internacional | Internacional | Internacional |
| Evento               | 1992–1993     | 1993–1994     | 1994–1995     | 1995–1996     | 1996–1997     | 1997–1998     |
| -------------------- | ------------- | ------------- | ------------- | ------------- | ------------- | ------------- |
| Juegos Olímpicos     |               |               |               |               |               | 1.º           |
| Mundiales            |               |               | 9.º           | 2.º           | 5.º           |               |
| Europeos             |               |               | 1.º           | 3.º           | 4.º           |               |
| Grand Prix           |               |               |               | 4.º           | 4.º           | 1.º           |
| Trofeo NHK           |               |               |               |               | 2.º           | 1.º           |
| Skate America        |               |               |               | 6.º           |               |               |
| Skate Canada         |               |               |               |               | 2.º           | 2.º           |
| Trofeo de Francia    |               |               |               | 1.º           |               |               |
| Trofeo de Finlandia  |               |               |               | 2.º           |               |               |
| Mem. Karl Schäfer    |               |               | 3.º           |               |               |               |
| Trofeo Nebelhorn     |               |               | 1.º           |               |               |               |
| Internacional júnior |               |               |               |               |               |               |
| Mundial júnior       | 3.º           | 11.º          | 1.º           |               |               |               |
| Nacional             |               |               |               |               |               |               |
| Campeonato ruso      |               |               | 2.º           | 2.º           | 1.º           | 1.º           |